# 西園勝秀
西園 勝秀（にしぞの かつひで、1968年〈昭和43年〉2月1日 - ）は、日本の政治家。公明党所属の衆議院議員（1期）。

## 来歴
1968年、千葉県船橋市に生まれる。北海道大学工学部土木工学科を卒業後、北海道大学大学院工学研究科修士課程を修了し、1995年に旧運輸省（現：国土交通省）に入省する。
下関市、札幌市、福岡県などでの勤務を経て、2009年には国際協力機構（JICA）の一員として海外に赴任する。2012年、静岡県港湾局長に就任。2022年に復興庁参事官に就任し、2023年8月に退官した。
2024年10月27日の第50回衆議院議員総選挙に公明党から比例東海ブロック単独2位で立候補し、初当選を果たす。

## 役職歴

### 公明党
- 国際局次長
- 団体局次長
- 静岡県本部代表代行

## 選挙歴
| 当落 | 選挙                   | 執行日         | 年齢 | 選挙区           | 政党   | 得票数 | 得票率 | 定数 | 得票順位 /候補者数 | 政党内比例順位 /政党当選者数 |
| ---- | ---------------------- | -------------- | ---- | ---------------- | ------ | ------ | ------ | ---- | ------------------ | ---------------------------- |
| 当   | 第50回衆議院議員総選挙 | 2024年10月27日 | 56   | 比例東海ブロック | 公明党 | ーー票 | ーー   | 23   | /                  | 2/2                          |